# Sebastian Schmidt (Komponist)
Sebastian Schmidt (* Dezember 1987) ist ein deutscher Komponist, Orchestrator und Arrangeur, spezialisiert auf Musik für Film und Fernsehen.
Schmidt studierte anfangs klassische Musik an der Hochschule für Musik in Mainz. Es folgten musikalische Weiterbildungen, beispielsweise an der Musicube Academy in Bonn und der Filmuniversität Babelsberg Konrad Wolf in Potsdam.
Mit der Musik zu Bernd Böhlichs Kinofilm Und der Zukunft zugewandt gelang Schmidt im Jahr 2019 der berufliche Durchbruch als Filmkomponist.

## Filmografie (Auswahl)
- 2015: Nachtschattengewächse (Mittellanger Spielfilm)
- 2016: Dit is Fußball! (TV-Serie, als Komponist)
- 2016: Dangal (Fernsehfilm, als Orchestrator)
- 2017: Hanni & Nanni – Mehr als beste Freunde (Kinofilm, als Orchestrator)
- 2017: Stiller Kamerad (Kinodokumentarfilm, als Komponist)
- 2017: Siebenpunkt (Kurzspielfilm, als Komponist)
- 2019: Und der Zukunft zugewandt (Kinofilm, als Komponist)
- 2019: Silvia is my Name (Dokumentarfilm, als Komponist)
- 2019: Die Wiese – Ein Paradies nebenan (Kinodokumentarfilm, als Komponist)
- 2021: Krauses Zukunft (Fernsehfilm)
- 2022: Krauses Weihnacht (Fernsehfilm)